# Flora vaginal en el embarazo
La flora vaginal en el embarazo, o microbiota vaginal en el embarazo, es diferente de la flora vaginal (la población de microorganismos que reside en la vagina) antes de la madurez sexual, durante los años reproductivos y después de la menopausia. No se incluye una descripción de la flora vaginal de las mujeres embarazadas que están inmunocomprometidas. La composición de la flora vaginal difiere significativamente en el embarazo. Las bacterias o virus que son infecciosos con mayor frecuencia no presentan síntomas. 

## Microbiota normal
Se refiere la flora normal que se encuentra en el tracto reproductivo inferior de mujeres sexualmente maduras que no presentan síntomas de enfermedad y que no están inmunocomprometidas. Predominan los lactobacilos. Estos organismos protegen contra la infección. La composición de la microbiota vaginal puede tener un componente genético.

## Microbiota en embarazo
En el embarazo normal, se cree que la flora vaginal residente brinda protección contra la infección. La microbiota durante el embarazo es predominantemente Lactobacillus spp. La composición de la microbiota puede cambiar durante el curso del embarazo. Si las poblaciones de microbiota se vuelven más diversas, lo que indica que la población normal dominada por Lactobacillus ha cambiado a una población de vaginosis bacteriana, aumentan los riesgos de resultados adversos del embarazo. El flujo vaginal es común durante el embarazo, pero no es un indicador de vaginosis bacteriana o microbiota anormal dominada por Lactobacillus. Se encontró que el tratamiento de poblaciones anormales de microbiota vaginal con lactobacilos y estriol durante el embarazo restaura la microbiota a un estado normal.

## Vaginosis bacteriana y embarazo
La vaginosis bacteriana en el embarazo es una alteración de la microbiota vaginal normal del embarazo. Las infecciones intrauterinas en el embarazo son causadas por bacterias que causan inflamación. Las mujeres pueden experimentar pocos o ningún síntoma. Esto a veces conduce a corioamnionitis y otros resultados negativos del embarazo. Cuando hay un alto recuento bacteriano en la vagina durante el embarazo, generalmente se debe a la presencia de los siguientes organismos: 
- G. vaginalis
- F. nucleatum
- Staphylococci spp.
- Estreptococos
- Atopobium vaginae
- Mobiluncus spp.
- Mycoplasma spp
- Bacteroides ureolyticus
- Fusobacterium [7]

## Historia
Las investigaciones sobre microbiomas asociados a la reproducción comenzaron alrededor de 1885 por Theodor Escherich. Escribió que el meconio del recién nacido estaba libre de bacterias. Esto se interpretó como el ambiente uterino era estéril. Otras investigaciones utilizaron pañales estériles para la recolección de meconio. No se pudieron cultivar bacterias a partir de las muestras. Se detectaron bacterias y fueron directamente proporcionales al tiempo entre el nacimiento y el paso del meconio.